# Krananda lucidaria
Krananda lucidaria là một loài bướm đêm trong họ Geometridae.